# Estoire d’Atile en Ytaire
Bei der Estoire d’Atile en Ytaire handelt es sich um einen franko-italienischen Prosatext, der sich um den Hunnenherrscher Attila dreht, und der in zwei Handschriften überliefert ist, die sich in Venedig und in Zagreb befinden.

## Überlieferung
Eine Handschrift befindet sich in Venedigs Biblioteca Marciana und stammt aus dem letzten Viertel des 13. Jahrhunderts (Lat. X 96 (3530)), die andere Handschrift liegt in Zagrebs Metropolitanska knjižnica Zagrebačka nadbiskupija, in der Metropolitanbibliothek des Erzbistums Zagreb, und stammt aus der 1. Hälfte des 14. Jahrhunderts. Beide Manuskripte sind ohne Titel, die heutige Bezeichnung geht auf die 1976 erfolgte Edition durch Vergilio Bertolini zurück. Hingegen wurde die Zagreber Handschrift, die erst 1980 entdeckt worden ist, erst im Jahr 2021 ediert. Sie enthält die Attilaerzählung auf den f. 111r–123v. Beide Manuskripte gehen auf eine gemeinsame Vorlage zurück. Die venezianische Handschrift, die offenbar lokale Ergänzungen zum Lob Paduas durch den Abschreiber erhielt, lag bis 1722 in Padua, die Zagreber Handschrift gelangte schon im 14. Jahrhundert nach Kroatien.

## Inhalt und Einbettung
In der Estoire wird berichtet, wie Gilius, der König von Padua, gegen Attila kämpfte, den Herrscher der Hunnen. Demnach soll Gilius seinen Gegner in Rimini während eines Schachspieles getötet haben. Seine Frau Sarah soll danach die Bevölkerung auf die Inseln der Lagune von Venedig geführt haben. Dabei gibt die Zagreber Handschrift den Namen mit „Sare“ wieder, die venezianische hingegen mit „Adriane“ – ein in dieser Zeit ungebräuchlicher Name.
Der venezianischen Staatspropaganda diente der Gründungsmythos der Stadt dazu, ihre Unabhängigkeit herzuleiten. Diese basierte demnach einerseits auf der Gründung durch Flüchtlinge aus Troja, die Antenor in die Region gebracht hatte. Eine zweite Gründung erfolgte durch die besagte Flucht vor Attila (vielfach vermengt mit der Flucht vor den Langobarden), und die Errichtung eines Inselreiches in der Lagune. Die Invasion Italiens durch die Hunnen erfolgte im Sommer 452, doch verlegte die venezianische Tradition dieses Ereignis in das Jahr 421. Dieses Jahr galt bis zum Ende der Republik Venedig als Gründungsdatum der Stadt und wurde auch noch im Jahr 2021 feierlich begangen.
Eine wesentliche Grundbedeutung gab man damit dem Kampf zwischen Christen und Heiden, wie er die franko-italienische Prosa kennzeichnete. Diesen Kampf setzte Attilas Nachfolger Panduecus fort, der nahe der Donau gegen den Sohn des oströmischen Kaisers Heraclius eine Schlacht führte. Doch unterliegt auch hier der Heide, der von seinen eigenen Leuten nach der Rückkehr umgebracht wird.
Die stark vom Französischen dominierte Sprache war in Venedig vom frühen 13. Jahrhundert bis in die Mitte des 15. Jahrhunderts vorherrschend. Günter Holtus konnte 65 in franko-italienischer Sprache kopierte Texte identifizieren, von denen die meisten als Chanson de geste anzusprechen sind. Eingeflochten wurden zudem Elemente der Artussage, wie etwa der heilige Gral. Inspiration fand die neue Zusammenstellung möglicherweise durch die Invasion der Ungarn ab der Zeit um 900 sowie den zeitgenössischen Kampf zwischen Kaiser und Papst.
Der Bericht, dass einer der Nachkommen von Gilius und Sarah ein König namens Candiano gewesen sei, deutet darauf hin, dass die Erzählung möglicherweise im Umkreis dieser einflussreichen Familie entstanden sein könnte. Im Chronicon Altinate erscheint ebenfalls ein Angehöriger dieser Familie, nämlich ein Magnus Candianus, der als Ahnherr der Familie galt. Nach dieser Quelle gründete sein Sohn Giovanni Candiano, Bischof von Torcello, die Kirche Sant'Angelo Raffaele, wie es wiederum die Estoire berichtet. Zwar taucht der Bischof in keiner anderen Quelle auf, belegt jedoch ist Hugo Vitalis Candianus, Bruder des Dogen Pietro IV. Candiano, als Graf von Padua und Vicenza. Tatsächlich führte die Familie diesen Titel bis ins 13. Jahrhundert.
Die Rolle der Sarah ist wohl eine bewusste Parallele zwischen der Gründung Venedigs und derjenigen Israels. Sie ist in der biblischen Überlieferung die Mutter Isaaks und damit die Ahnfrau Israels. Die Paduanerin Sarah ist hingegen die Mutter Venedigs. Damit werden Parallelen zwischen dem biblischen Israel und Venedig angedeutet.

## Frühe Übersetzungen, erster Druck (1472), Rezeption
Die Erzählung wurde später auf der Grundlage der venezianischen Handschrift ins Lateinische als Hystoria Atile übersetzt, aber auch ins venezianische Volgare, nämlich als Vita di Attila. Erstmals 1472 gedruckt, erfolgten weitere Auflagen bis weit ins 16. Jahrhundert.
Auf die Erzählung griff nicht nur Martino da Canale im 13. Jahrhundert zurück, sie erscheint auch in Paulinus’ Ystoria satirica. Auch in der Chronica extensa des Dogen Andrea Dandolo erscheint sie Mitte des 14. Jahrhunderts, ebenso wie in der Cronica di Venexia detta di Enrico Dandolo. Die Erzählung ist gleichfalls in die Cronicha des Giorgio Dolfin integriert. Aber nicht nur in Venedig wurde die Attila-Geschichte rezipiert, sondern in ganz Norditalien.

## Kritische Editionen
- Virginio Bertolini: Estoire d'Atile en Ytaire. Testo in lingua francese del XIV secolo, Ed. Gutenberg, 1976 (venezianische Handschrift).
- Roberto Pesce, Logan E. Whalen (Hrsg.): The Story of Attila in Prose. A Critical Edition and Translation of the Estoire d’Atile en prose, Routledge, 2021 (Zagreber Handschrift, Übersetzung ins Englische und Italienische).